# 柬埔寨伊斯蘭教
伊斯蘭教是柬埔寨少數民族占族和馬來人的信仰，在1975年全國穆斯林人口150000-200000人。但因後來紅色高棉種族清洗政策，人口大幅減少，直到80年代末，他們還沒有恢復他們以前的人口。
在2009年，估計全國1.6%人口即236000人是穆斯林。所有占族穆斯林也屬遜尼派沙菲儀派。

## 早期伊斯蘭教的背景
占族穆斯林追溯他們的祖先至先知穆罕默德的岳父Jahsh，他曾在617-618年由阿比西尼亞經海路來到中南半島。

## 社羣生活
占族有他們自己的清真寺，在1962年他們有一百座清真寺。
占族人在馬來西亞吉蘭丹接受伊斯蘭教育，也到麥加朝聖，在1950年代末期，7%占族完成朝聖。
占族在生活各方面和馬來人相似，也和馬來人結婚。

## 逼害
在波爾布特時代，伊斯蘭教和上座部佛教一樣受紅色高棉逼害，清真寺遭拆除，穆斯林也不能實踐他們的信仰，直到越南扶植的韓桑林政權成立後才恢復信仰自由。

## 今天
今天，穆斯林在柬埔寨享有宗教信仰自由，也有權利選舉和被選舉，不過與本地的佛教人數相比，穆斯林人數仍舊不多。